# Kanton Annecy-Centre
Kanton Annecy-Centre (fr. Canton d'Annecy-Centre) je francouzský kanton v departementu Horní Savojsko v regionu Rhône-Alpes. Území tvoří centrum města Annecy.